# Naoki Chiba
Naoki Chiba ( (千葉 直樹?); Sendai, 24 luglio 1977) è un ex calciatore giapponese, di ruolo centrocampista.

## Carriera
Ha militato per tutta la sua carriera tra le file del Vegalta Sendai.